# Erysimum pseudocuspidatum
Erysimum pseudocuspidatum är en korsblommig växtart som beskrevs av Adolf Polatschek. Erysimum pseudocuspidatum ingår i släktet kårlar, och familjen korsblommiga växter. Inga underarter finns listade i Catalogue of Life.